# 謝爾斯堡 (愛荷華州)
謝爾斯堡（英語：Shellsburg）是一個位於美國愛荷華州本頓縣的城市。

## 地理
謝爾斯堡的座標為42°05′35″N 94°52′13″W / 42.09306°N 94.87028°W，而該地的平均海拔高度為241米（即791英尺）。

## 人口
根據2010年美國人口普查的數據，謝爾斯堡的面積為1.99平方千米，均為陸地。當地共有人口983人，而人口密度為每平方千米493人。